# Charente
|  | Aquest article tracta sobre el departament francès a la regió de Poitou-Charentes. Si cerqueu el riu, vegeu «Charanta». |

La Charente (16) (en francès), la Charanta (en occità) o la Xaranta (en català antic) és un departament francès a la regió Nova Aquitània. S'anomena així pel riu Charanta que travessa el departament.